# 舟平/SAM
舟平/SAM（しゅうへい/さむ、1994年11月15日 - ）は埼玉県所沢市生まれのラッパー。本名は三浦舟平。

## 略歴
1994年生まれ埼玉県出身。父は大分県出身で日本人演歌歌手の三浦慎也であり、テレビ東京のバラエティ番組「ゴッドタン」への出演や、ディズニー映画「アラジン」の主題歌『アラビアン・ナイト』の日本語版を担当した実績がある。母はフィリピン人で、舟平が幼い頃に彼の妹と共に家を出ている。他に兄と弟がいる。母と同じくフィリピン人の祖母は、ビザの有効期限が切れていた事が判明してフィリピンに強制送還されたため、舟平が祖母と最後に会ったのは強制送還前の留置所だった。祖母は偽物のブランド品を売るなどして生計を立てており、その行為がきっかけで警察に調査され不法滞在が発覚した。
中学時代はかなり荒れており、15歳の頃、高校受験の時期に大きな喧嘩をし一時的に警察に捕まったことで受験の機会を逃す。
17, 8歳の頃に栃木県に引っ越し、般若のラップに出会った。それからしばらくして、UMB2011のCIMA vs Y.A.Sの対戦動画に出会ってフリースタイルに興味を持った。また、この頃
当時働いていた建設会社の同僚からサイファーについて教わり、宇都宮駅前に観に行ったことがラップを始めたきっかけであったと語っている。2015年の夏頃、「SAM」としてラップ活動を開始。その後、栃木のフリースタイルバトルを中心に多くのバトルで好成績を残す。
2016年にはテレビ朝日の番組「フリースタイルダンジョン」に出演する。
2019年にはデビュー曲である「TRUTH feat.ID」をリリースし、2020年には自らレーベル「Per Life」を立ち上げ、ロゴTシャツなどの衣服の販売も行っている。
2022年2月にはTwitterにて「今年はMCバトルなどには出場しない」「本名の『舟平』名義で楽曲をリリースする」などの報告を投稿した。
「SAM」という名前は、本名である「三浦 舟平」のイニシャルに由来する。本名に含まれている「舟」には「のんびり平和に育つように」という意味が込められている。舟平自身がその名前をとても気に入っているため、舟にちなんだ「羅針盤」「いかり」「舵」のタトゥーを彫っている。また、2023年には新しく「ツバメ」「枝に咲く花」のタトゥーを彫る。
自宅でミニチュアダックスフントの「ライム」とパピヨンの「レモン」を飼っている。
栃木県で育ち、栃木県でフリースタイルを始めたので埼玉県ではなく栃木県をレペゼンしている。

## タイトル
- 戦極 MCBATTLE
  - 第16章 準優勝[5]
  - 第18章 中部予選 準優勝
  - 第19章 優勝（MU-TON、IDと共に「94-95チーム」として）[6]
  - 戦極×AsONE 優勝（MAKAと共に「栃木5000万パワーズ」として）
  - 第20章 優勝[7]
  - 第25章 優勝[8]
  - 第29章 優勝
  - 第30章 優勝 （MAKA、DOTAMAと共に「栃木9900万パワーズ」として）
  - 第31章 優勝

- UMB
  - UMB2015 栃木予選 ベスト4
  - UMB2016 栃木予選 優勝[9]
  - UMB2017 栃木予選 準優勝
  - UMB2017 REVENGE 準優勝
  - UMB2018 栃木予選 優勝
  - UMB2023 栃木予選 優勝

- ADRENALINE MC BATTLE
  - ADRENALINE MC BATTLE 2017 準優勝
  - KING OF KINGS vs 真ADRENALINE #2 ベスト4

- 凱旋MC battle
  - 秋の陣2019 優勝（韻マン、晋平太と共に「ライマーズ」として）
  - 凱旋MC Battle 西日本ZEPP TOUR 優勝
  - 戦極vs凱旋 MCBATTLE 2021 夏ノ章 準優勝
  - 凱旋MC battle PIT TOUR "東京" 優勝

- 小倉MC BATTLE
  - 小倉MC BATTLE vol.6 優勝

## 出演

### テレビ
- 2022年5月24日 テレビ朝日『フリースタイルティーチャー』[10]
- 2022年12月31日 テレビ埼玉『大晦日職人歌合戦』[11]
- 2023年9月16日 毎日放送・TBS系列『いきものさん』 - 副音声[12]

### 映画
- 『灰色の壁-大宮ノトーリアス-』 - 合田 役[13]